# 安車骨靺鞨

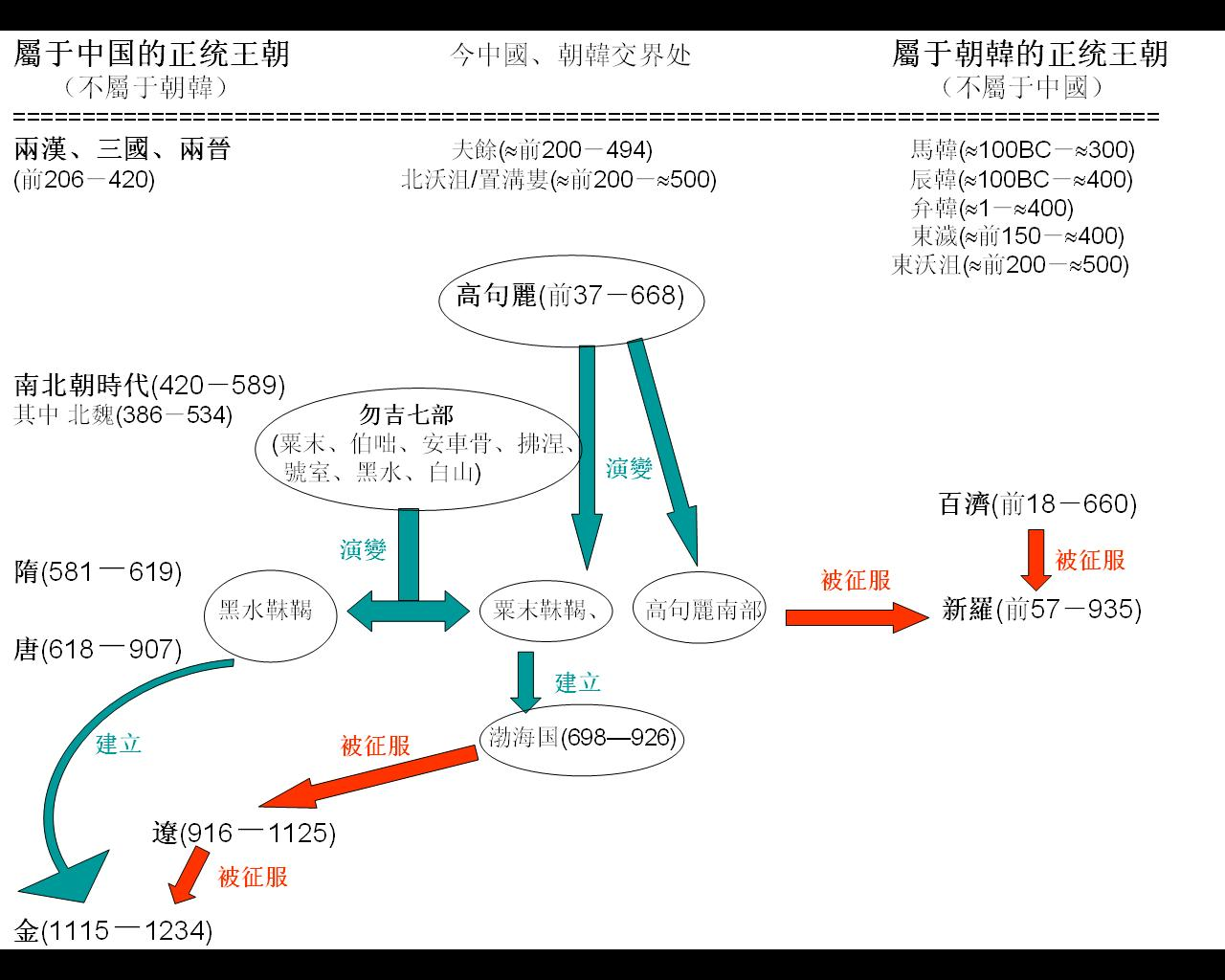
勿吉七部（靺鞨七部）の民族系統。勿吉七部（靺鞨七部）の粟末靺鞨の系統が渤海国に発展し、勿吉七部（靺鞨七部）の黒水靺鞨の系統が金に発展している。

安車骨靺鞨（あんしゃこつまっかつ）は、6世紀後半から中国東北部の松花江流域を中心に、北は黒竜江中・下流域、東はウスリー川流域、南は朝鮮半島北部に勢力を振るったツングース系諸族である靺鞨の一派。渤海の北進に対抗して鉄利部を中心に統合されたので鉄利部ともいい、かつての勿吉の中心部族である。
伯咄靺鞨の東北方に居住した。現在の阿什河流域が中心。遼金時代にこの地域は「按出虎水」「按出虎」と呼ばれたが、それらは「安車骨」と同音で古代ツングース語で「黄金」の意味である。唐代には鉄利と東方に越喜靺鞨の両部族が居住した。